# أبو طاهر الطرسوسي

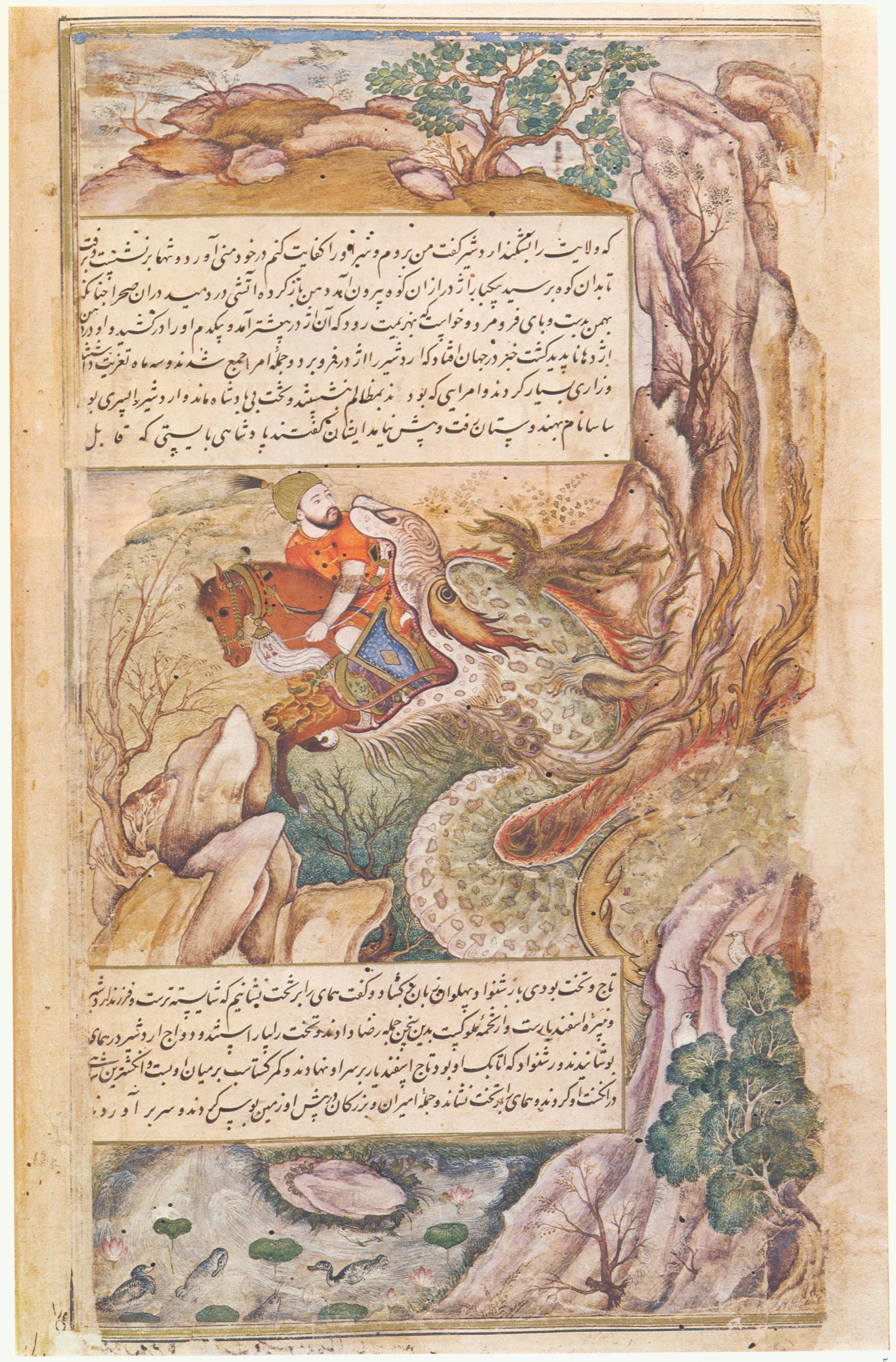
ورقة من داراب نامه تصور كاي بهمن وحصانه وهما يلتهمهما تنين. نسخة مصنوعة في الهند المغولية المسلمة، مؤرخة حوالي ق. 1585

أبو طاهر الطرسوسي كان راويًا وكاتبًا في القرن الثاني عشر، يُنسب إليه كتابة سبع قصص، بما في ذلك داراب نامه.
لا توجد معلومات عن حياته. تشير نسبته الطرسوسي إلى وجود صلة إما بطرسوس في آسيا الصغرى أو طرطوس في سوريا. من المحتمل أن يكون والداه، أو ربما هو نفسه، قد استقروا في آسيا الصغرى أو سوريا. خلال هذه الفترة، كانت هذه المنطقة بمثابة منطقة حدودية بين المسلمين والمسيحيين، وكانت تتأثر باستمرار بالحروب والغارات. وقد انتقلت السيطرة على المنطقة عدة مرات بين الإمبراطورية البيزنطية والعديد من الدول الإسلامية. وهذا ما جعل السكان المسلمين يهاجرون إلى بلاد إسلامية أخرى، وكان أبو طاهر أو أجداده من هؤلاء. وتشير بعض روايات أبي طاهر إلى أنه كان من أتباع المذهب الشيعي.
تتأكد الخلفية الإيرانية لأبي طاهر من خلال فهمه للغة الفارسية، فضلًا عن موضوعات قصصه، مثل " داراب نامه" و "قهرمان نامه" ، وكلاهما يركز بشكل أساسي على الشخصيات التاريخية أو الأسطورية في إيران القديمة.